# Susanne Kiermayer
Susanne Kiermayer, född 22 juli 1968 i Zwiesel, är en tysk sportskytt.
Kiermayer blev olympisk silvermedaljör i dubbeltrap vid sommarspelen 1996 i Atlanta.